# یلوه کوچک

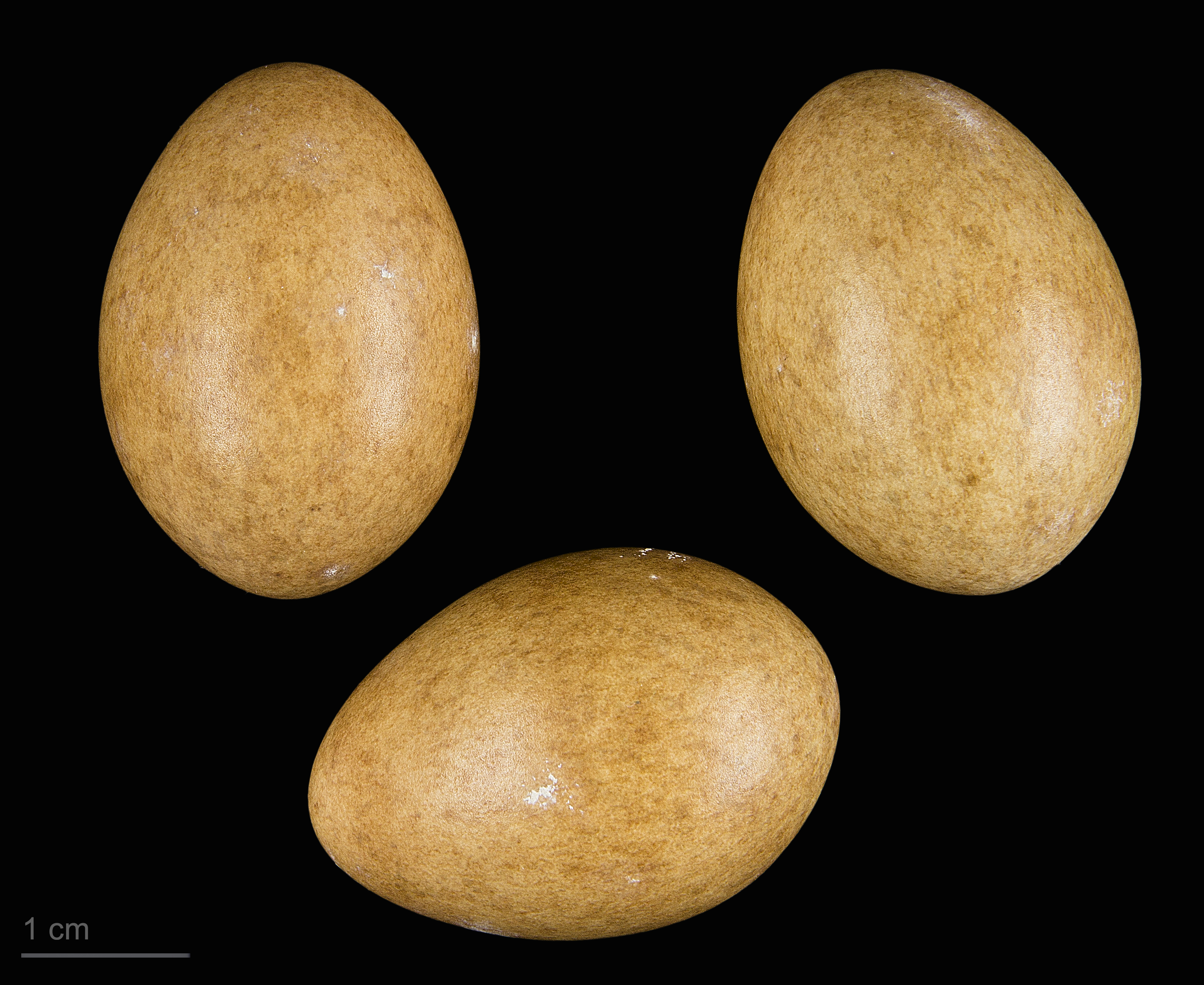
Porzana parva

یلوه کوچک (نام علمی: Porzana parva) نام یک گونه از تیره یلوگان است.